# Pierre Charles (jésuite)
Pour les articles homonymes, voir Pierre Charles et Charles.
Pierre Charles, né le 3 juillet 1883 à Schaerbeek (Bruxelles) et décédé le 11 février 1954 à Louvain (Belgique), est un prêtre jésuite belge, philosophe, théologien et missiologue. On lui doit en particulier l'animation de la rencontre annuelle de la Semaine missiologique de Louvain.

## Jeunesse et formation
À la fin de ses humanités au collège Jésuite Saint-Michel de Bruxelles, Charles entre dans la Compagnie de Jésus en 1899. Son parcours de formation jésuite est très international. Après sa philosophie à Louvain il est envoyé en Angleterre, à Hastings, pour y faire sa théologie (1907-1910). Il est compagnon d’études de Pierre Teilhard de Chardin dont il restera un ami jusqu'à la mort. Il se lie aussi avec Auguste Valensin. Ordonné prêtre en 1910 il poursuit une spécialisation en théologie à Louvain tout en fréquentant l'Institut catholique et la Sorbonne à Paris où il suit les cours de Henri Bergson et Victor Dubos.

## Professeur de théologie
En 1914, Charles est nommé professeur de théologie dogmatique à Egenhoven/Louvain (le théologat jésuite) où il enseignera toute sa vie. Son sujet préféré était le traité de l’Incarnation du Christ qui le conduisait à développer des idées originales sur l’enracinement de la foi chrétienne parmi des peuples aux différentes cultures. C’est à l’origine de sa ‘Théologie de la Mission, ou Missiologie. A l'Université grégorienne de Rome, la faculté de Missiologie est créée en 1932, dont la collection annuelle de Studia missionalia est inaugurée en 1943.

## Missiologie
Dès 1920, il défend l'idée d'Églises autonomes dans les pays de missions. Cet aspect de sa missiologie - qui semble aller de soi aujourd'hui - n'était pas évident à l'heure où il mena son combat pour une ‘catholicité’ (c’est-à-dire ‘universalité’) effective de l'Église. Il avait coutume de dire qu'il n'est pas normal qu'un Japonais doive se convertir deux fois: à la foi chrétienne et à une expression de celle-ci dans les schèmes culturels occidentaux.  
- Répondant à la demande de missionnaires du Congo, il lança en 1923 une collection de monographies, les Xaveriana, qui traitait de problèmes socio-culturels rencontrés par les missionnaires.
- À partir de 1922 les rencontres annuelles appelées Semaines missiologiques de Louvain permettent aux théologiens et spécialistes de débattre en profondeur des sujets touchant à l’inculturation de la foi chrétienne: mariage, polygamie et famille, sorcellerie, rôle de la femme, liturgie, etc. Ces semaines eurent un grand succès. Les publications qui s’ensuivirent (les Dossiers de l'Action missionnaire) étaient une lointaine préparation du concile Vatican II.
- Il insistait sur la décolonisation des peuples et surtout des églises. Il encourageait la formation d’un clergé local et la nomination d’évêques indigènes.

## Protocoles
Pierre Charles, dans une étude critique et comparative, met en évidence le caractère fictif du texte des protocoles des sages de Sion, qui ne sont en fait qu'un mauvais plagiat du Dialogue aux enfers entre Machiavel et Montesquieu, publié à Bruxelles en 1864 par Maurice Joly, qui y dénonce un complot bonapartiste. La supercherie devient évidente par simple comparaison ligne à ligne des deux textes.

## Fondateur de l’AUCAM
Par ses sermons de l’avent à Louvain il mobilisa un groupe d’universitaires avec lesquels il fonda l'Association universitaire catholique pour l'aide aux missions [AUCAM], qui s’engagea dans une formation poussée de laïcs congolais dans des domaines scientifiques (médecine et agriculture). Leur Institut universitaire congolais fondé en 1940 est à l’origine de la première université congolaise, l’Université Lovanium (1951), devenue Université de Kinshasa.

## Prophète de l’unification mondiale
- À l’image de Teilhard, duquel il était proche, il envisageait le rapprochement inéluctable, les énergies convergentes et l’unification grandissante de la race humaine. Dans la Bibliographie nationale belge, Joseph Masson le décrit comme un ardent apôtre, prophète de l'unification du monde, l'égalisation des races, l'émancipation des colonisés, la nécessité de donner à l'Église une pluralité de visages selon les divers espaces culturels.
- Sans être wallon il imaginait volontiers la participation de la Wallonie à ce grand mouvement d’intégration des énergies humaines. Il écrivit dans La Terre wallonne : "Quels sont ceux qui croient que la Wallonie a besoin d'aide, et qui jugent que, pour l'aider, il faut l'instruire de ce qu'elle est? Qu'ils viennent en toute confiance: qu'ils parlent en toute franchise. Nous appelons de grand cœur toutes les énergies sincères qui voudront bien se joindre à nos efforts désintéressés. Nous n'avons pas encore de chronique sociale. L'art wallon cherche des historiens. L'inventaire religieux de nos provinces n'est pas même ébauché. Tout est à faire, et c'est fort bien: car si tout est à faire, c'est que rien n'a encore été mal fait"[3].

## Écrits
Charles fut également auteur d'ouvrages de spiritualité qui eurent du succès. Cette spiritualité jaillissait de la même théologie d'incarnation et d'engagement dans les réalités concrètes du monde et de la vie quotidienne.
- La robe sans couture, Louvain, 1923
- La prière de toutes les heures (3 vol.), Bruxelles, 1924
- La prière missionnaire, Paris, 1935
- Dossiers de l'action missionnaire, Louvain, 1939
- Missiologie, Paris, 1939
- Les protocoles des sages de Sion, Paris, 1939
- La prière de toutes les choses, Bruxelles, 1947
- Études missiologiques, Bruges, 1956
- L'Église, sacrement du monde, Bruges, 1960